# Oleohidráulica
La oleohidráulica es una rama de la hidráulica. El prefijo "oleo" se refiere a fluidos derivados básicamente del petróleo como, por ejemplo, el aceite mineral. En esencia, la oleohidráulica es la técnica aplicada a la transmisión de potencia mediante fluidos incompresibles confinados.

## Leyes oleohidráulicas
La oleohidráulica se rige por las mismas leyes que los circuitos hidráulicos de agua.
Las leyes más importantes de la hidráulica son:
- Ley de Pascal: el incremento de presión aplicado a una superficie de un fluido incompresible (líquido), contenido en un recipiente indeformable, se transmite con el mismo valor a cada una de las partes del mismo.

- Principio de Bernoulli: en un fluido ideal (sin viscosidad ni rozamiento) en régimen de circulación por un conducto cerrado, la energía que posee el fluido permanece constante a lo largo de su recorrido.

## Simbología hidráulica
Los planos hidráulicos estar normado según norma ISO 1219 (esta también es compartida con elementos neumáticos aunque con leves diferencias).

## Funcionamiento básico de un circuito oleohidráulico
El objetivo de un circuito hidráulico es por medio de válvulas para poder controlar un actuador hidráulico (ya sea axial o rotativo), para así a su vez controlar diversos elementos, como por ejemplo:
- Dirección asistida en los vehículos.
- Una estampadora.
- Maquinaria industrial.
- Diversos procesos productivos.
- etc.

## Ventajas de la oleohidráulica
- La oleohidráulica posee la ventaja sobre el agua, que no corroe los componentes internos de los circuitos en los cuales el aceite trabaja, permitiendo así una mayor vida útil de estos componentes.
- La oleohidráulica permite transmitir gran potencia, con actuadores cuyas dimensiones son menores a sus pares neumáticos o eléctricos.
- El aceite en circuitos hidráulicos también tiene la propiedad de lubricar y sellar entre cámaras debido a las pequeñas áreas entre cada componente.
- El aceite se clasifica como un fluido incompresible, para los fines prácticos su densidad permanece constante en un amplio rango de presiones.

## Riesgos en trabajos con la oleohidráulica
Los circuitos oleohidráulicos trabajan normalmente con altas presiones a diferencia de los circuitos hidráulicos con agua o los circuitos neumáticos, por lo que es muy importante conocer los riesgos a los que se está expuesto.
- Al trabajar con altas presiones se está expuesto a la eyección de aceite a alta presión, que puede llegar a cortar la piel y el aceite introducirse debajo de ésta.
- Los circuitos hidráulicos normalmente desprenden mucho calor, ya que llegan a temperaturas superiores a los 100 °C, por lo que al tocarlos pueden producir quemaduras de diversa consideración.

- Datos: Q9051998